# Winterthour
Pour les articles homonymes, voir Winterthur.
Winterthour ou Winterthur (en allemand : Winterthur) est une ville de Suisse située à environ 25 km à l'est de Zurich. Sixième ville de Suisse par la population, elle se situe dans le canton de Zurich.

## Géographie

### Situation
Le territoire de Winterthour s'étend sur 68,07 km2. Lors du relevé de 2013-2018, les surfaces d'habitations et d'infrastructures représentaient 34,6 % de sa superficie, les surfaces agricoles 23,8 %, les surfaces boisées 40,6 % et les surfaces improductives 1,1 %.

### Transports
- Ligne ferroviaire CFF Winterthour-Bülach-Waldshut
- Ligne ferroviaire CFF Winterthour-Rüti ZH (Ligne vallée du Töss)
- Ligne ferroviaire CFF Winterthour-Saint-Gall
- Ligne ferroviaire CFF Winterthour-Schaffhouse
- Ligne ferroviaire CFF Winterthour-Stein am Rhein
- Ligne ferroviaire CFF Winterthour-Zurich
- Autoroute A1, sorties 68, 69, 71 et 72
- Autoroute A4, sorties 14 et 15

## Toponymie
Le nom vient de l'allemand Winterthur. Le dialecte suisse-allemand est la langue locale. On trouve en français deux formes écrites : Winterthour (selon le Dictionnaire historique de la Suisse ou selon la division francophone du Groupe d’experts des Nations unies pour les noms géographiques) ou Winterthur (selon l’encyclopédie Larousse en ligne).
Winterthour signifie étymologiquement « la porte vers les pâturages ».

## Histoire

Photo aérienne (1958).

Une colonie helvético-romaine s’est établie dans ce qui était alors Vitudurum, sur les bords de l'Eulach, au Ier siècle av. J.-C. Une pierre du mur d'enceinte, portant une inscription latine et datant de 294, rappelle les origines du lieu.
Vers 1170, le comte Hartmann III de Kybourg établit un marché au carrefour des routes de Bâle à Saint-Gall et de Zurich à Schaffhouse. Il en est fait mention pour la première fois dans un document de 1180.
Jusqu’en 1204, la ville appartient aux comtes de Kybourg.
Au XIXe siècle, grâce à ses entreprises de textiles, la ville est entrée dans l'ère industrielle et a connu un essor spectaculaire. Ses locomotives, fabriquées par Sulzer, sont connues dans le monde entier.
En 1921, les cinq faubourgs (Oberwinterthour, Seen, Töss, Veltheim et Wülflingen) sont rattachés à la ville, qui compte alors 50 000 habitants.

## Politique

### Tendances politiques

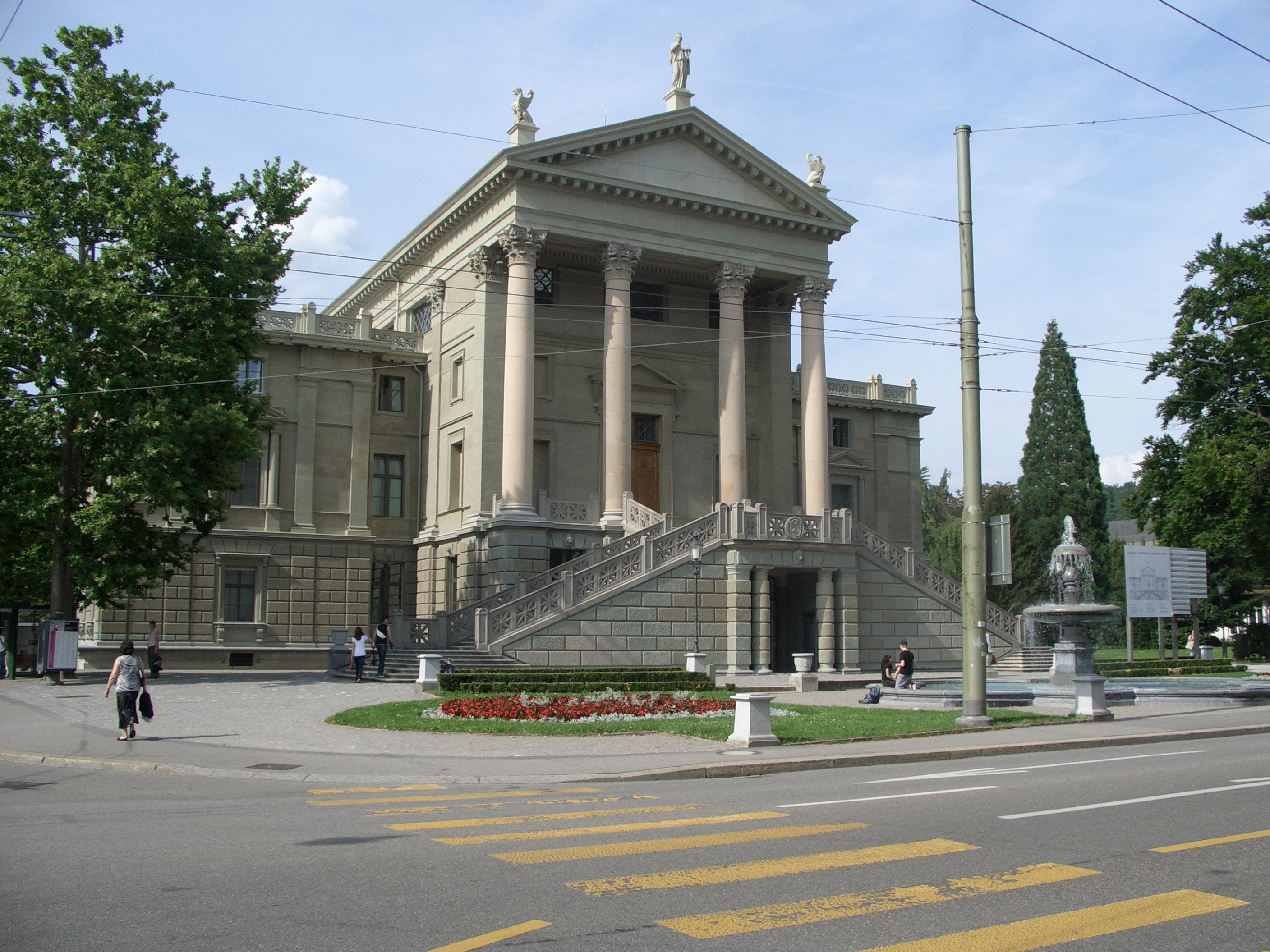
L'hôtel de ville.

La ville est dirigée par une majorité de gauche depuis 2018. La gauche étant composée de trois socialistes et un vert tandis que la droite est représentée par deux radicaux et un démocrate-chrétien. Avec le mandat de Josef Lisibach (UDC) entre 2014 et 2018, la ville de Winterthour était la seule grande ville en Suisse gouvernée par une majorité bourgeoise.

### Jumelages
La ville de Winterthour est jumelée avec :
- Yverdon-les-Bains (Suisse) ;
- La Chaux-de-Fonds (Suisse) ;
- Pilsen (Tchéquie) ;
- Hall en Tyrol (Autriche).

## Population et société

### Démographie
Winterthour compte 119 315 habitants fin 2023. Sa densité de population atteint 1 753 hab./km2.
Winterthour avait 95 540 habitants en 2004. La sixième ville de Suisse par  nombre d'habitants a franchi la barre des 100 000 habitants en 2008 et avait alors un taux de croissance annuel de 1,5 %.

### Formation
- Université des sciences appliquées de Zurich

### Médias
- Tele Top (télévision régionale)
- Der Landbote (journal régional)
- Radio Top
- Radio Stadtfilter

### Sports
- Pfadi Winterthur, handball
- Yellow Winterthur, handball
- EHC Winterthour, hockey sur glace
- FC Winterthour, football
- RC Winterthur, rugby

## Économie
Sur le plan économique, Winterthour était l'un des foyers de l'industrie ferroviaire suisse et un centre industriel. Winterthour a acquis une renommée internationale grâce à ses entreprises de construction mécanique telles que Sulzer, Schweizerische Lokomotiv- und Maschinenfabrik, Rieter et Geilinger. L'industrie ferroviaire et les autres industries lourdes ont largement disparu, tandis que la production textile a décliné encore plus tôt. Aujourd'hui, les anciennes grandes entreprises industrielles n'ont plus que quelques fractions de leur ancienne taille, de sorte que de nombreux anciens départements de Sulzer sont devenus indépendants. Autoneum (machines textiles et équipements automobiles) et Kistler (fabricant de capteurs) sont des entreprises industrielles toujours actives.
Winterthour abrite également deux grandes entreprises de formation. Le Centre de formation de Winterthour (azw), issu des anciennes sociétés de formation Sulzer, est le plus grand centre de formation du canton. La deuxième grande entreprise de formation avec sa propre école professionnelle est l'école de mécatronique de Winterthour. Il s'agit de la deuxième plus grande entreprise de formation de ce type en Suisse alémanique. Les deux entreprises de formation forment ensemble 250 apprentis par an.
La maison de commerce Volkart était également connue au niveau national. L'entreprise s'est retirée du commerce du café en 1989 et a vendu cette activité au groupe Erb à Winterthour. Volkart était la quatrième entreprise au monde dans le commerce des matières premières du coton jusqu'à ce qu'elle se retire de cette activité en 1999.
Winterthour est également le siège de la Bank in Winterthur (1862), dont la fusion avec la Toggenburg Bank en 1912 a donné naissance à l'actuelle UBS. Le bâtiment où la banque a été fondée est situé dans la Stadthausstrasse et est encore aujourd'hui l'un des sièges de l'UBS.
Depuis les années 1980, l'économie de Winterthour a subi une transformation majeure, avec le passage de la construction mécanique aux services (assurances et banques). Dans les années 1990, la vente de Winterthur Assurances au groupe Credit Suisse et les fréquentes restructurations qui ont suivi ont toutefois entraîné le déclin de cette branche de l'économie. Jusqu'en 2006, la société était la plus importante de Suisse et figurait dans le top 10 européen. Le 1er janvier 2007, la société Winterthur a été officiellement rachetée par le groupe français AXA et s'appelle désormais AXA. Swica, la troisième plus grande compagnie d'assurance maladie de Suisse, est également située en bordure de la vieille ville de Winterthour.
Peraves, le fabricant de la « moto à cabine fermée » appelée Monotracer, précédée d'un modèle antérieur appelé Ecomobile, fabrique ces véhicules inhabituels depuis le début des années 1980. En 2010, Peraves a remporté le X-Prix de l'assurance automobile progressive avec une version électrique du Monotracer.
Avec le premier grand projet de marketing urbain en Suisse, une tentative a été faite depuis 1992 pour convertir le système industriel par le biais d'une politique de développement et d'implantation en faveur de nouveaux secteurs industriels et de petites et moyennes entreprises (PME). L'entreprise américaine de technologie prothétique Zimmer a établi son siège pour l'Europe, l'Asie et l'Australie à Winterthur. Plusieurs petites entreprises du secteur de la haute technologie ont également fait de même.

## Culture et patrimoine

### Héraldique
| Blason | Blasonnement : D'argent à la bande de gueules accompagnée en chef et en pointe de deux lions passants du même. |

### Musées
- Musée des Beaux-Arts de Winterthour
- Musée Oskar Reinhart « Am Römerholz »
- Technorama, musée technique
- Fotomuseum (de) : Musée de la photographie

### Monuments
- Le château de Wülflingen[13]
- Église réformée de Winterthour

### Manifestations
- Albanifest
- Journées internationales du court-métrage

### Distinctions
- Elle obtient le Prix Wakker en 1989.

### Personnalités
- Max Bill, architecte, peintre et sculpteur
- Sebastian Bohren (né en 1987 à Winterthour), violoniste suisse
- Emil Brunner (1889-1966), théologien
- Walter Corti, fondateur du village d’enfants Pestalozzi
- Paul Burkhard, compositeur
- Rudolf Friedrich (1923-2013), homme politique et conseiller fédéral
- Jonas Furrer (1805-1861), homme politique et conseiller fédéral
- Hans Gamper (1877-1930), fondateur du FC Barcelone
- Voli Geiler, comédienne
- Theodor Gohl, architecte
- Karl von Greyerz, figure de proue de l’antimilitarisme
- Jakob Christoph Heer, écrivain
- Willy Hess (1906-1997), compositeur

- Niklaus Wirth (1934-), professeur d'informatique, inventeur de plusieurs langages de programmation
- Markus Imhoof (1941-), cinéaste

- Lilo Keller, musicienne
- Georges Miez, gymnaste, médaillé olympique
- Beat Raaflaub (1946-), chef d’orchestre et chef de chœur
- Oskar Reinhart, collectionneur et mécène
- Hans Ulrich Saas (1916-1997), peintre
- Johann Jakob Scherer, homme politique et conseiller fédéral
- Bruno Stefanini (1924-2018), propriétaire immobilier et collectionneur d'art
- Ernst Wetter (1877-1963), homme politique et conseiller fédéral
- Jean-Claude Zehnder, organiste
- Dario Zuffi (1964-), footballeur
- Heinrich Wölfflin (1864-1945)
- Reto Parolari, compositeur et chef d'orchestre
- Johannes Beringer, cinéaste, critique
- Eluveitie, groupe de folk metal

### Entreprises
- Burckhardt Compression, entreprise de fabrication de compresseurs à piston